# Фтелија
Фтелија (грч. Φτελιά) је насељено место у општини Доксат у периферији Источна Македонија и Тракија, Грчка. Према попису из 2021. године било је 612 становника.
Фтелија је некадашње читлучко насеље које је обновљено 1920. године када је имало 99 житеља. Године 1923. насељене су грчке избегличке породице, којих је на попису из 1928. године било 799.